# Сандърс
 Тази статия е за окръга в Монтана, САЩ.  За американския социолог вижте Ъруин Сандърс.  
Окръг Сандърс (на английски: Sanders County) е окръг в щата Монтана, Съединени американски щати. Площта му е 7226 km², а населението - 11 711 души (2017). Административен център е град Томпсън Фолс.